# Witstuitsalangaan
De witstuitsalangaan (Aerodramus spodiopygius) is een vogel uit de familie Apodidae (gierzwaluwen) die voorkomt in Australazië en Polynesië. Gierzwaluwen van dit geslacht maken gebruik van echolocatie bij het navigeren door donkere grotten.

## Beschrijving
De witstuitsalangaan is een gierzwaluw 14 cm lengte. Deze gierzwaluw is roetkleurig van boven en grijs van onder en een lichtgrijze streep over de stuit. Omdat de vogel vaak hoog vliegt, is dit kenmerk vaak nauwelijks te zien.

## Verspreiding en leefgebied
De witstuitsalangaan (Aerodramus spodiopygius sensu stricto) komt voor op de Bismarckarchipel, Salomonseilanden, Vanuatu, de Loyaliteitseilanden, Nieuw-Caledonië, Fiji-eilanden, Tonga en Samoa. Voor diverse afzonderlijke eilanden of eilandgroepen zijn endemische ondersoorten beschreven.
De soort telt 11 ondersoorten:
- A. s. delichon: Admiraliteitseilanden.
- A. s. eichhorni: Mussau en Emirau (Sint-Matthias-eilanden).
- A. s. noonaedanae: Manam, Nieuw-Ierland en Nieuw-Brittannië.
- A. s. reichenowi: de zuidelijke en oostelijke Salomonseilanden.
- A. s. desolatus: Temotu (Santa Cruzeilanden).
- A. s. epiensis: noordelijk en centraal Vanuatu.
- A. s. ingens: zuidelijk Vanuatu.
- A. s. leucopygius: de Loyaliteitseilanden en Nieuw-Caledonië.
- A. s. assimilis: Fiji.
- A. s. townsendi: Tonga.
- A. s. spodiopygius: Samoa en Amerikaans-Samoa.

## Status
De witstuitsalangaan heeft een enorm groot verspreidingsgebied en daardoor alleen al is de kans op uitsterven uiterst gering. De grootte van de populatie is niet bekend maar aangenomen wordt dat de aantallen stabiel blijven. Om deze redenen staat deze gierzwaluw als niet bedreigd op de Rode Lijst van de IUCN.